# Powelliphanta augusta

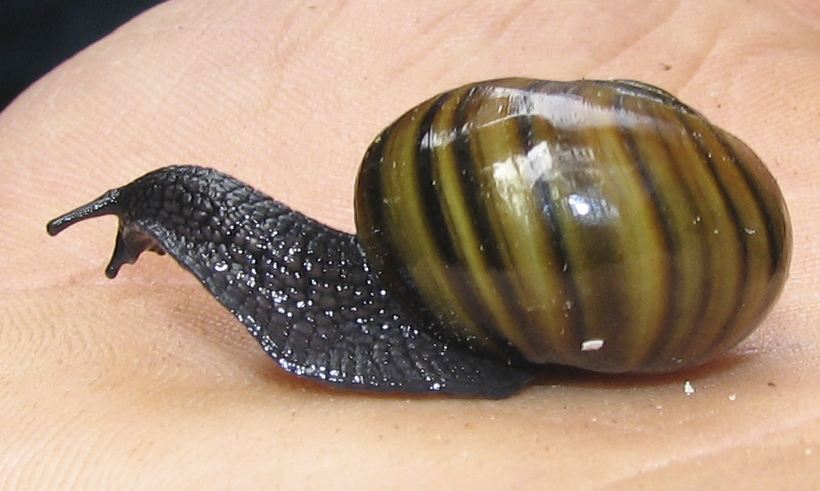
Powelliphanta augusta vom oberen Waimangaroa

Powelliphanta augusta ist der Name einer räuberisch lebenden Schnecke aus der Familie Rhytididae in der Unterordnung der Landlungenschnecken (Stylommatophora), die in einem kleinen Gebiet auf dem ehemaligen, um 2007 von Stockton Mine für den Steinkohleabbau abgebaggerten Mount Augustus am Westhang des Stockton Plateau nahe der Westküste im Norden der Südinsel Neuseelands verbreitet war. Heute gibt es ein Nachzuchtprojekt und Versuche der Auswilderung an anderen Orten.

## Merkmale
Das abgeflacht runde Schneckenhaus von Powelliphanta augusta ist mit einem maximalen Durchmesser von 44 mm gemessen an anderen Arten der Gattung klein. Es hat ein erhabenes abgerundetes Gewinde und weist ohne das Gewinde ein fast rechteckiges Seitenprofil auf. Bei ausgewachsenen Tieren erscheint es korkenzieherartig mit betontem Abgang des Körperumgangs von der Horizontalebene. Das Haus der erwachsenen Schnecke hat einschließlich des Protoconchs mit einem Umgang etwa vier bis fünf rasch zunehmende, leicht aufgeblasene, stumpf geschulterte Windungen. Die Endnaht ist eingedrückt und weist im Körperumgang über der Naht einen gekielten Grat auf. Der recht breite, aber flache Nabel gibt nur den vorherigen Umgang frei und erreicht etwa ein Fünftel des großen Gehäusedurchmessers. Die dünne Schale hat nur eine geringfügige Kalkschicht, aber ein kräftiges, flexibles Periostracum. Vom Protoconch bis zur Peripherie weist die Oberfläche mikroskopisch enge Spirallinien auf, welche die Schale dorsal matt erscheinen lassen. Die ventrale Oberfläche ist glatt und glänzend. Die Gehäusemündung ist länglich oval mit einer dünnen glatten Kante. Der Parietalkallus ist glatt und blass gräulich weiß. Die Grundfarbe der Schale ist altgolden mit stets auf der ganzen Oberfläche vorhandenen schmalen rötlich braunen Spirallinien, die unterhalb der Peripherie undeutlich und spärlich, an der dorsalen Oberfläche aber deutlicher sind. Die Spirallinien sind von breiten, unregelmäßigen mahagoniroten Axialstreifen überlagert, die gelegentlich so über die Peripherie ausgedehnt sind, dass sie wie eine diffuse Tünche über der ganzen Oberfläche erscheinen. Unterhalb der Peripherie dominieren die Axialstreifen stärker und erscheinen abwechselnd als braune und altgoldene Schattierung. Die Färbung der Schneckenhäuser variiert erheblich. Nördlich des Nordgipfels des Augustus-Massivs sind die Häuser kleiner und dunkler mit einer Tendenz zu schwarzen, kastanienbraunen und altgoldenen Axialbanden, während sie südwestlich größer und heller gefärbt sind. Die Schnecken auf dem Gipfel Mount Augustus haben nur spärlich marsbraune Axialbanden, schmale rötlich braune Spirallinien und gelegentlich eine kleine kreisförmige gelbe Zone um den Nabel ohne Spirallinien.
Der Fuß der Schnecke ist fleischfarben bis hellgrau mit dunkel schiefergrauen Färbungen, die ein weitmaschiges Netzmuster bilden. Der Mantel ist meist blass und der Schleim klar, doch haben beide bei Jungtieren manchmal eine tief dunkelblaue Farbe. Das kurze, breite Schwanzende ragt bei der aktiven Schnecke nur wenig unter der Schale hervor.

## Verbreitung und Vorkommen
Powelliphanta augusta war endemisch in einem kleinen Gebiet um den Gipfel von Mount Augustus am Westhang des Stockton Plateau nahe der Westküste im Norden der Südinsel Neuseelands. Die Schnecke war zuletzt vor allem auf dem Nordgipfel des Augustus-Massivs auf Höhen von 940 bis 980 Metern über dem Meeresspiegel, stellenweise aber auch auf dem Grat und an den Abhängen nordwestlich und südöstlich zu finden. Der 1011 m hohe Hauptgipfel von Mount Augustus wurde 2004 vor der Erforschung der Schnecken abgetragen. In den Jahren 2006 und 2007 wurde der letzte Teil von Mount Augustus mit dem Gipfel durch Stockton Mine für den Steinkohleabbau abgebaggert, so dass der natürliche Lebensraum der Schnecke untergegangen ist.
Powelliphanta augusta lebte vor allem auf feuchten Böden über dem kiesigen, quarzreichen Sandstein des Augustus-Massivs unter dichter kniehoher Vegetation, die für ein sehr feuchtes Mikroklima und durch ihre Produktivität für ausreichend Laubstreu sorgte. Die Schnecke lebte nur auf den höchsten, heute verschwundenen Gipfeln bei niedrigen Temperaturen mit Nebel und häufigem Regen an der Baumgrenze und darüber in der Streuschicht aller möglichen Vegetationstypen in einem mosaikartigen Verbreitungsmuster. Sie schien komplexe Bereiche mit vielen Pflanzenarten zwischen subalpinem Wald mit niedrigwüchsiger Nothofagus solandri, Halocarpus biformis, Metrosideros umbellata, Dracophyllum longifolium und Olearia colensoi und Strauchland mit Leptospermum scoparium, Olearia colensoi Chionochloa flavescens Chionochloa rubra Phormium cookianum Astelia fragans Dracophyllum uniflorum Pseudopanax lineare und Gahnia procera sowie zwischen Strauchland und Binsen-Grasland (Tussock) mit Juncus spp., Chionochloa juncea Celmisia dubia und Leptospermum scoparium zu bevorzugen. Der Sandstein war mit einem pH von 4,3 sauer, jedoch weniger sauer als weiter nördlich außerhalb des Verbreitungsgebiets der Schnecke mit einem pH von 4,1.

## Lebenszyklus
Powelliphanta augusta ist wie andere Lungenschnecken ein Zwitter, bei dem sich während der Paarung beide Partner gegenseitig befruchten und anschließend Eier legen. Allein gehaltene Individuen waren allerdings auch in der Lage, Eier zu legen, entweder durch im Receptaculum seminis gespeichertes Sperma oder Selbstbefruchtung, wobei die Fruchtbarkeit diese Eier nicht untersucht worden ist. In Gefangenschaft legen die Schnecken nach der Paarung durchschnittlich 2 bis 3 Eier mit einer harten Kalkschale im neuseeländischen Frühling, meist Ende September oder Oktober, bisweilen aber bereits im August oder auch in den Sommermonaten bis März. Nach einer Paarung in Gefangenschaft schlüpften im Versuch aus fünf Eiern, die Ende Oktober und Anfang Dezember gelegt wurden, die Jungschnecken erst im Dezember des nächsten Jahres beziehungsweise gar erst im darauffolgenden Januar, als nach 12 bis 15 Monaten Entwicklungszeit (verglichen mit 2 bis 6 Monaten bei Tieflandarten der Gattung Powelliphanta). Vierzig im Freien vermessene Eier waren durchschnittlich 8 mm (7 mm bis 8,6 mm) lang und 6,8 mm (5,5 mm bis 7,5 mm) breit. Die Schnecke werden bei einem Gehäusedurchmesser von etwa 36 mm geschlechtsreif, verlieren jedoch mit zunehmendem Alter (also auch zunehmendem Gehäusedurchmesser, über 40 mm) an Fruchtbarkeit.
Die Schnecken haben am Gehäuse Zuwachsraten von 2,6 mm pro Jahr erreichen mit 8 Jahren die Geschlechtsreife.

## Ernährung
Als natürliche Nahrung von Powelliphanta augusta wurden einheimische Regenwürmer beobachtet, ohne dass die Arten bestimmt wurden. In Gefangenschaft wurden die Tiere mit europäischen Regenwürmern wie Lumbricus rubellus, Aporrectodea caliginosa und Eisenia andrei gefüttert.

## Fressfeinde
Fressfeinde von Powelliphanta augusta auf dem Augustus-Massiv waren die einheimische Wekaralle (Gallirallus australis) sowie eingeschleppte Kletterbeutler (Trichosurus vulpecula), Ratten (Rattus rattus) und Singdrosseln (Turdus philomelos clarkei).

## Entdeckung, Erstbeschreibung, Zerstörung und Nachzucht
Die Powelliphanta-Schnecken auf Mount Augustus wurden 1996 von Mitgliedern der Botanischen Gesellschaft von Nelson entdeckt, zunächst aber der zuvor in der Region bekannten Powelliphanta patrickensis zugeordnet. Eine erneute Untersuchung deutete 2003 auf eine eigene Art hin, doch wurde dies der neuseeländischen Naturschutzbehörde (DOC, Department of Conservation) erst 2004 bekannt, die für die Gesamtpopulation der Art zunächst von weniger als 1000 Schnecken ausging.
Das Stockton-Plateau mit dem ehemaligen Mount Augustus ist Eigentum des staatseigenen Steinkohle-Konzerns Solid Energy New Zealand Ltd. Als die Schneckenart entdeckt wurde, waren große Teile des Augustus-Massivs und damit des anzunehmenden ursprünglichen Verbreitungsgebiets bereits abgetragen. Seit 2004 waren die Pläne des Konzerns, auch das noch verbliebene Gebiet von Mount Augustus für die Steinkohlegewinnung abzubaggern. Umweltschützer formierten sich als Save Happy Valley Coalition und versuchten in einer Kampagne, diese Pläne zu stoppen. Gleichzeitig nutzten die Biologen Kath J. Walker, Steven A. Trewick und Gary M. Barker die Zeit, um die Schnecken auf dem damals noch verbliebenen Berggrat zu untersuchen und 2008 eine Erstbeschreibung der Art Powelliphanta augusta zu veröffentlichen. Im Mai 2005 beantragte Solid Energy bei der neuseeländischen Naturschutzbehörde DOC die Erlaubnis zum Transfer von Powelliphanta-Schnecken aus dem vorgesehenen Bergbaugebiet und bereitete unabhängig vom Ausgang des Antrags die Bergbauarbeiten vor. Der Naturschutzverein Royal Forest and Bird Protection Society of New Zealand (kurz Forest and Bird) ging gerichtlich dagegen vor und konnte im Dezember 2005 eine gerichtliche Entscheidung des High Court erreichen, dass der Naturschutzminister und der Energieminister sowohl einem Schneckentransfer als auch dem Transport schwerer Maschinen für den Bergbau in das Gebiet zunächst zustimmen müssten. Eine solche Erlaubnis wurde allerdings im April 2006 erteilt, was von Forest and Bird, Save Happy Valley Coalition und der Grünen Partei Neuseelands (Green Party of Aotearoa New Zealand) verurteilt wurde. Forest and Bird bezweifelte insbesondere die Erfolgsaussichten einer Umsiedlungsaktion mit Auswilderung in einem anderen Lebensraum. Die Naturschutzbehörde DOC unterhielt in Hokitika etwa 200 km südlich von Mount Augustus ein spezielles Zuchtzentrum, in das zwischen Juli 2006 und Juni 2007 über 6000 Schnecken und 1000 Eier von Mount Augustus gebracht wurden. Eine kleine Restpopulation verblieb jedoch an den Hängen des abgetragenen Mount Augustus unterhalb der Bergbauzone.
Anfang Dezember 2006 wurden zwanzig Schnecken vom ursprünglichen an einen nahe gelegenen Standort außerhalb der Mine gebracht. Mitte Dezember 2006 wurde von einer dieser Schnecken ein leergefressenes Gehäuse gefunden. Im April 2010 befanden sich nach Angaben der Naturschutzbehörde Department of Conservation 1552 Schnecken in deren Kühlaggregaten in Hokitika.
Im August 2010 berichtete Rod Morris, der die Umsiedlungsorte nordwestlich des zerstörten Mount Augustus besichtigt hatte, in der Naturschutzzeitschrift Forest and Bird über die Situation von Powelliphanta augusta. Auch Boden und Vegetation waren transferiert worden. Die größeren Bäume waren nun tot, und Neophyten wie Stechginster (Ulex) und Binsen (Juncus) waren eingedrungen. Das einst komplexe Mosaik dichter, niedriger subalpiner Sträucher und tiefer ungestörter Laubstreu gab es nach seiner Einschätzung nicht mehr. 1600 Schnecken waren von den Kühlaggregaten der Naturschutzbehörde in Hokitika hierher und weitere 2300 Schnecken an zwei andere Standorte bei Mount Rochfort gebracht worden. An jedem der drei Orte wurden 50 Schnecken mit Transpondern versehen. Nach 18 Monaten waren 30 % dieser sonst viele Jahre lebenden Schnecken tot. Nach Einschätzung von Landcare Research haben diese Schneckenpopulationen bei einer derartigen Sterblichkeitsrate keine Überlebenschancen. Untersuchungen an den Auswilderungsorten deuteten nach 5 Jahren allerdings darauf hin, dass die Überlebensraten durchgehend bei über 80 % lagen und es stabile, stellenweise auch wachsende Populationen gab. Eine zuverlässige Beurteilung des Erfolges der Auswilderungen kann laut Mark Patrick Hamilton aber erst nach Jahrzehnten erfolgen.
Während insgesamt etwa 4000 Schnecken ausgewildert worden waren, starben auf Grund eines technischen Ausfalls im November 2011 von insgesamt in der Einrichtung in Hokitika gehaltenen ungefähr 1600 Individuen von Powelliphanta augusta rund 810 Schnecken in einem der drei Kühlaggregate, das sich von vorgesehenen 10 °C auf 0 °C abkühlte und in dem nur ein einziges Tier überlebte. Die Naturschutzorganisation Forest and Bird sprach in ihrer gleichnamigen Zeitschrift von einer Tragödie, die zu vermeiden gewesen wäre. Nach diesem Desaster wurde die Schneckenhaltung von Einzelhaltung auf Gruppen von bis zu 6 Schnecken umgestellt, um Paarungen und Nachwuchs zu fördern. 2012 schlüpften in der Einrichtung in Hokitika insgesamt 1200 Jungschnecken, so dass im Juni 2013 die dortige Schneckenpopulation bei einer Überlebensrate von etwa 90 % wieder bei rund 2000 Schnecken lag. Jungschnecken erhalten pro Monat vier kleine europäische Regenwürmer, erwachsene Schnecken sechs ausgewachsene europäische Regenwürmer als Futter. Insgesamt müssen in der Einrichtung für Powelliphanta augusta etwa 11.600 Regenwürmer pro Monat als Schneckenfutter ihr Leben lassen.